# Église d'Alppila
L'église d'Alppila (en finnois : Alppilan kirkkoo) est une église située dans le quartier d'Alppila à Helsinki en Finlande.

## Description
Située à proximité de Linnanmäki, le bâtiment est polyvalent avec une salle paroissiale, une chapelle, des logements et des espaces pour les clubs et le sport.